# Tarabel
Tarabel (okzitanisch Tarabèl) ist eine französische Gemeinde mit 596 Einwohnern (Stand: 1. Januar 2022) im Département Haute-Garonne  in der Region Okzitanien. Sie gehört zum Arrondissement Toulouse und zum Kanton Revel. Die Einwohner werden Tarabelains genannt.

## Geographie
Tarabel liegt etwa 20 Kilometer ostsüdöstlich von Toulouse in der Landschaft Lauragais an den Flüssen Saune und Marcaissonne. Umgeben wird Tarabel von den Nachbargemeinden Aurin im Norden, Maureville im Nordosten, Caragoudes im Osten und Südosten, Mourvilles-Basses im Südosten und Süden, Labastide-Beauvoir im Süden und Südwesten sowie Préserville im Westen.

## Bevölkerungsentwicklung
| 1962                      | 1968 | 1975 | 1982 | 1990 | 1999 | 2006 | 2013 |
| ------------------------- | ---- | ---- | ---- | ---- | ---- | ---- | ---- |
| 180                       | 218  | 193  | 193  | 266  | 373  | 340  | 378  |
| Quelle: Cassini und INSEE |      |      |      |      |      |      |      |

## Sehenswürdigkeiten

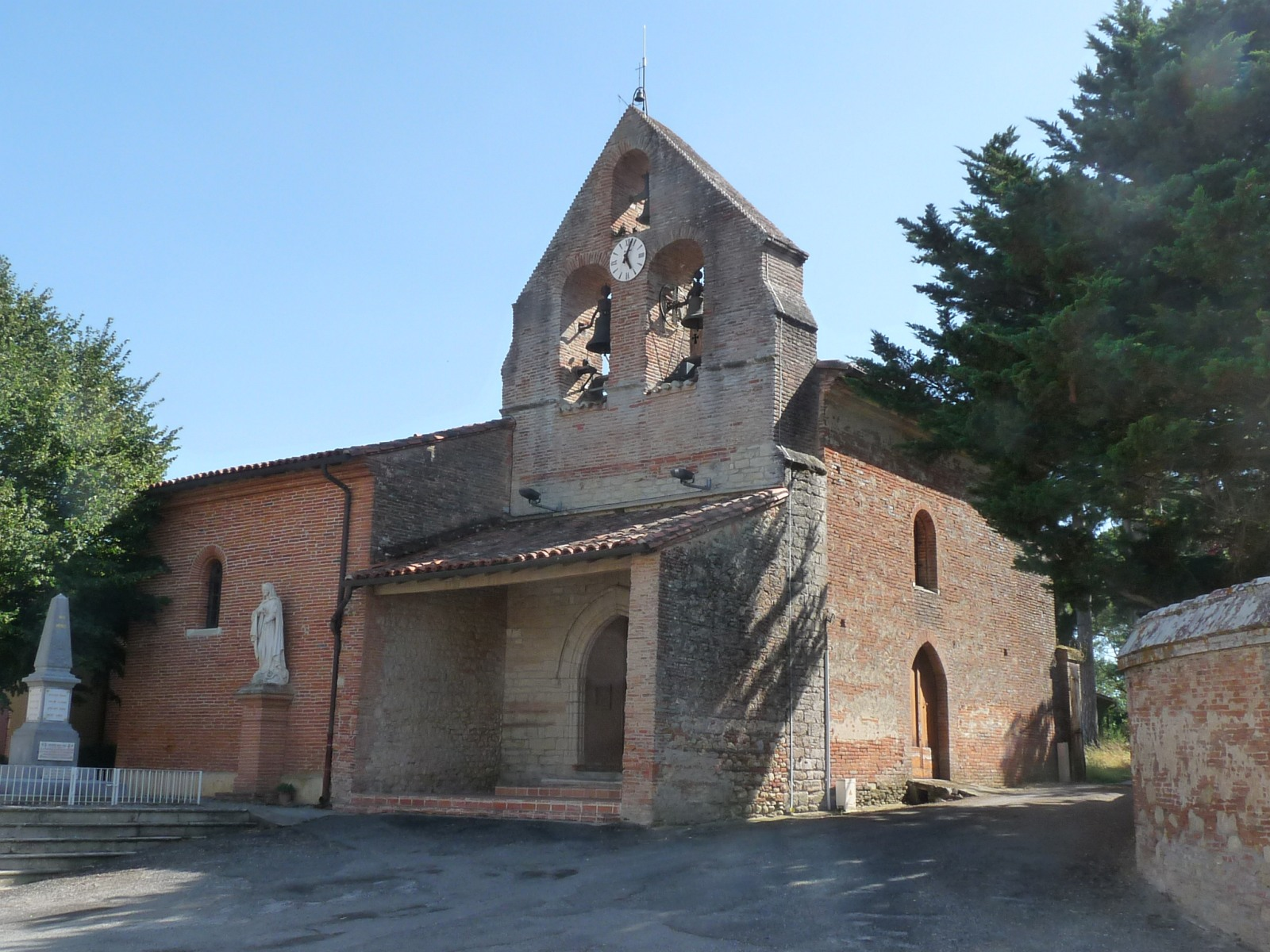
Kirche Saint-Barthélemy
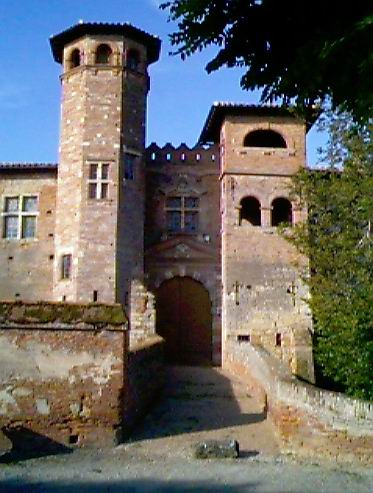
Burg Tarabel

- Kirche Saint-Barthélemy
- Burg Tarabel